# Ран (міфологія)

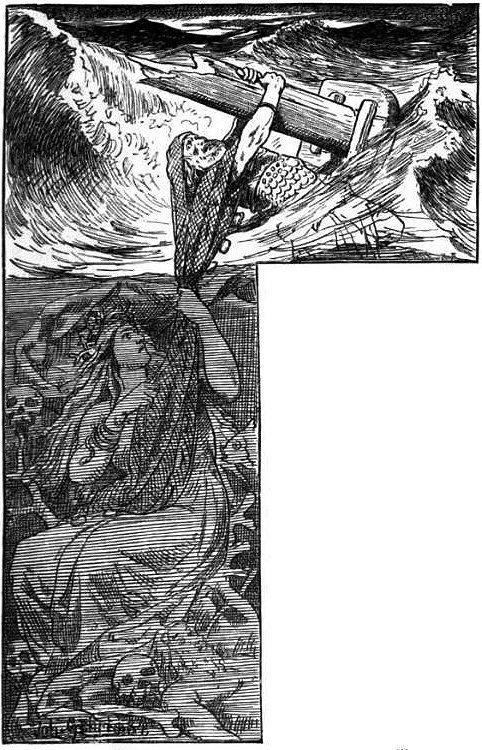
Ран

Ран (давньоскан. Rán, «крадіжка», «пограбування») — в германо-скандинавській міфології — велетка, штормове божество моря, сестра та дружина Еґіра. Ран володіла чарівними тенетами, які накидала на кораблі, аби затягнути їх на дно й там поживитися здобиччю.
Ран любила золото, яке північні народи називали морським вогнем.
Коли бог Локі, який походив як й вона з роду йотунів, випадково вбив сина чарівника Грейдмара й мав заплатити компенсацію золотом (інакше могли постраждати його друзі аси, які перебували в заручниках в чарівника), Ран позичила йому свої тенета й Локі за їх допомоги зміг спіймати Андварі — цверґа-охоронця незліченних скарбів — й забрати його багатство. Але здобуте таким чином золото в майбутньому принесло багато бід..
В Еґіра та його дружини Ран було дев'ять дочок, яких називали дівами хвиль:
- Бара (давньоскан. Bára або Dröfn) — «хвиля»
- Блодуґгадда (давньоскан. Blóðughadda) — «з кривавим волоссям» (колір хвиль після битви)
- Бюлґ'я (давньоскан. Bylgja) — «морський вал»
- Гефрінґ (давньоскан. Hefring) — «хвиля, яка пульсує»
- Гімінґльова (давньоскан. Himinglæva) — «хвиля, що відбиває небо»
- Грьонн (давньоскан. Hrönn) — «цупка хвиля»
- Дуфа (давньоскан. Dúfa) — «хвиля, яка мучиться»
- Колґа (давньоскан. Kólga) — «жахлива хвиля»
- Унн (давньоскан. Unnr або Uðr) — «хвиля»

За однією з теорій дев'ять дочок Еґіра та Ран асоціюють з дев'ятьма матерями Геймдалля.